# Záluží (Kovářov)
Záluží (německy Salusch) je malá vesnice, část obce Kovářov v okrese Písek v Jihočeském kraji. Leží asi jeden kilometr od Kovářova.

## Název
Název vznikl podle jedné verze spojením slov za luhy – za loukami. Podle jiné teorie jsou to slova – za louží (Zálužský rybník). Záluží je patnáctým zastavením Naučné stezky Kovářovska.

## Historie
První písemná zmínka o vesnici pochází z roku 1324. Záluží patřilo ke kovářovské tvrzi. Roku 1497 Barbora z Jetřichovic část vsi prodala táborským měšťanům Janovi z Orlova a Janu Hruškovi ze Strkova. Po smrti Jiřího Hrušky ze Strkova majetek jeho připadl synům, kteří si nechali roku 1549 zapsat do obnovených zemských desek dva poddanské dvory v Záluží. Po Bohuslavově smrti se zbývající bratři rozdělili, přičemž Záluží připadlo Janu Hruškovi, který založil Nový Kovářov. V roce 1589 byl Nový Kovářov prodán společně se Zálužím a jinými vesnicemi Janovi Jiřímu ze Švamberka, který je připojil k orlickému panství.

## Přírodní poměry
V Záluží se nachází dva větší rybníky. Jeden se jmenuje Zalužský a druhý Frank. Zalužský rybník leží u cesty na Kovářov. Frank je za ním dál od silnice. Na návsi je další rybník.

## Obyvatelstvo
| Rok            | 1869 | 1880 | 1890 | 1900 | 1910 | 1921 | 1930 | 1950 | 1961 | 1970 | 1980 | 1991 | 2001 | 2011 | 2021 |
| -------------- | ---- | ---- | ---- | ---- | ---- | ---- | ---- | ---- | ---- | ---- | ---- | ---- | ---- | ---- | ---- |
| Počet obyvatel | 71   | 76   | 62   | 58   | 63   | 79   | 64   | 47   | 44   | 40   | 22   | 14   | 17   | 19   | 9    |
| Počet domů     | 9    | 10   | 14   | 11   | 11   | 11   | 11   | 14   | 12   | 12   | 11   | 9    | 16   | 17   | 17   |

## Obecní správa
Při sčítání lidu v letech 1850–1963 Záluží bylo osadou obce Březí v okrese Milevsko. Od roku 1964 je částí obce Kovářov v okrese Písek.

## Pamětihodnosti
- Jediná památka je žlutá barokní kaplička ve východní části návsi. V malém okénku uprostřed je socha Panny Marie. Ve zvoničce dnes chybí zvon, který byl odvezen v jedné světové válce a nikdy nebyl nahrazen novým. Kaple byla postavena nákladem obce v roce 1923.[10] Vedle ní se nachází bývalá hasičská zbrojnice.
- Kamenný kříž v ohrádce rodiny Dvořákovy se nachází přes kilometr od obce u dnes již zrušené cesty do Vepic. Na spodním podstavci kříže je upevněná deska s datací 1914. Byl postaven na odčinění viny za tragickou smrt čeledína, který sloužil u nich na statku. Rozzlobený hospodář Smetana čeledína udeřil tak nešťastně, že zemřel. Nebyl to zřejmě hospodářův jediný prohřešek, protože po jeho úmrtí a za jeho spásu zakoupila rodina ještě zvon do kaple. Na zvonu byl tento nápis: Za spásu duše Smetanovy věnuje rodina Dvořákova.[10]

## Galerie

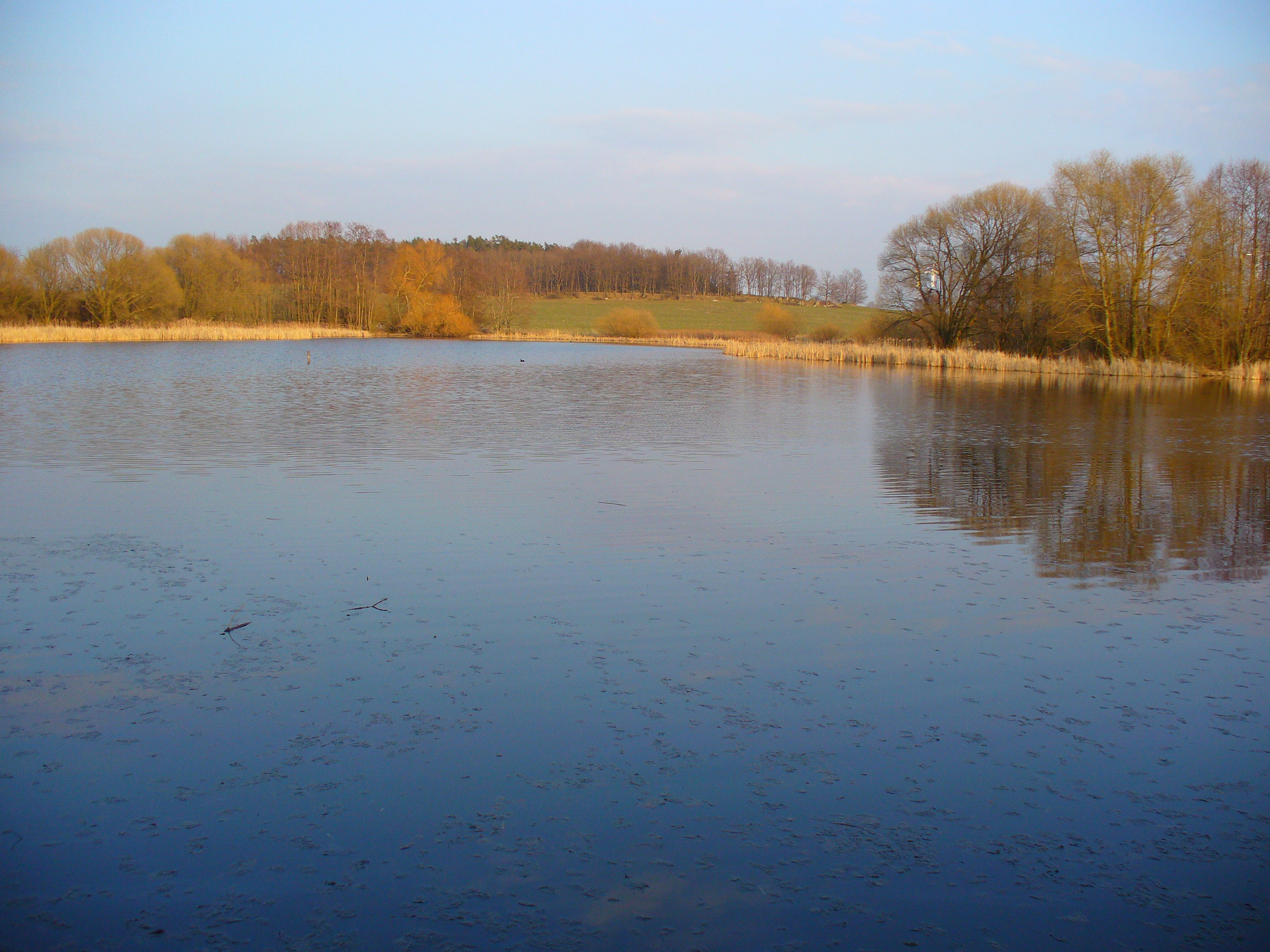
Rybník Frank
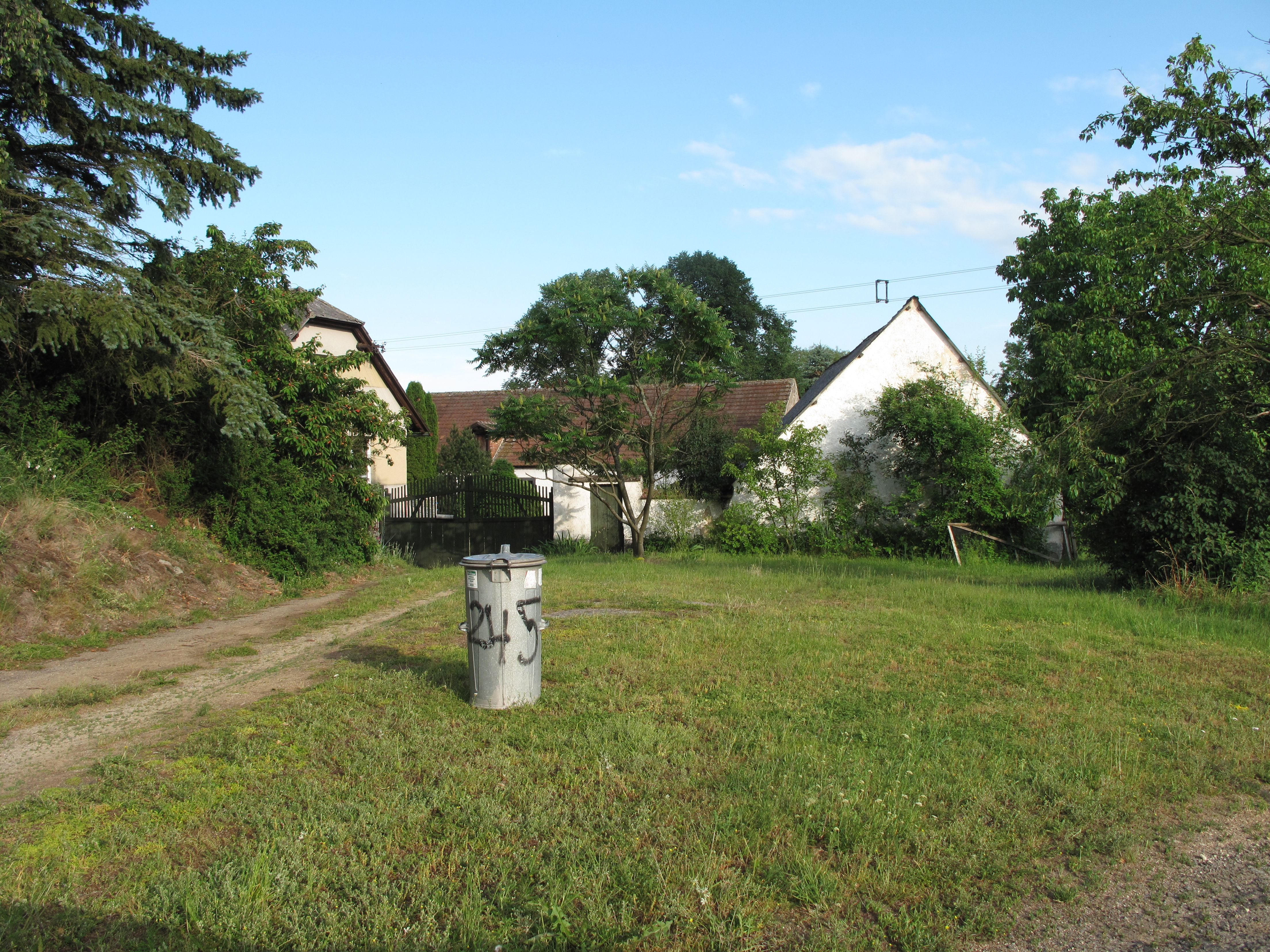
Stavení s popelnicí
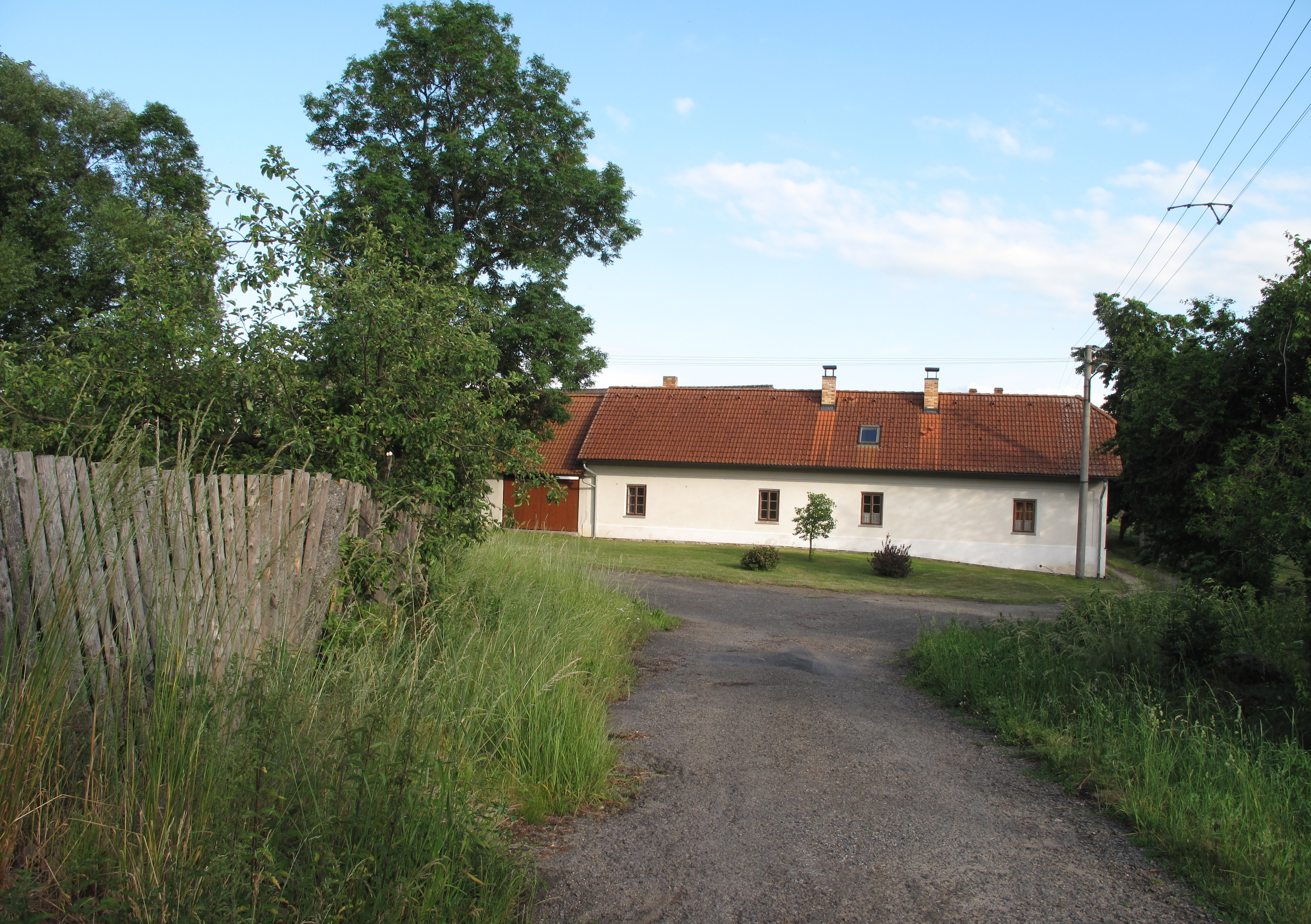
Pohled k návsi
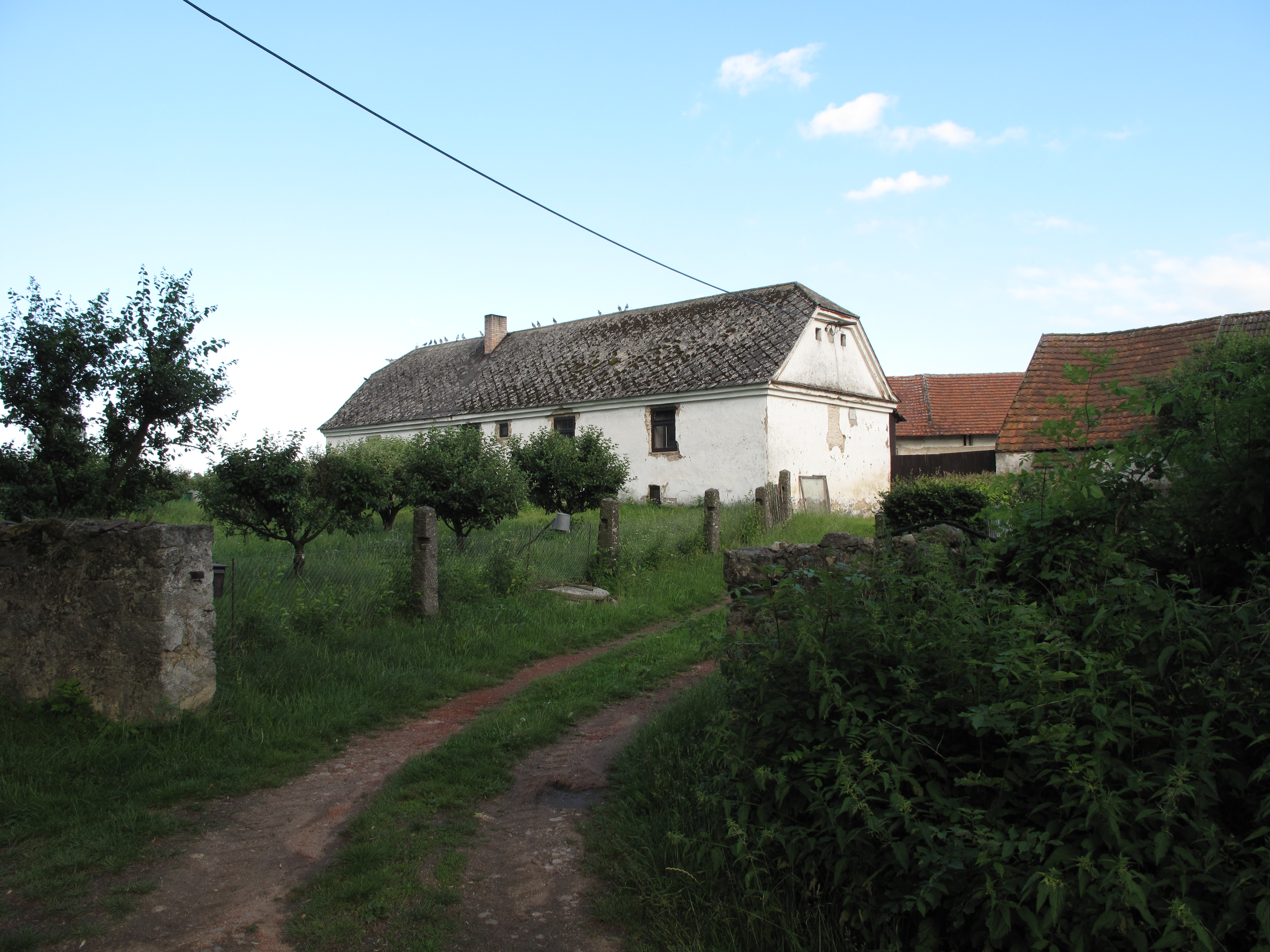
Dům